# 동탄중앙초등학교
동탄중앙초등학교(東灘中央初等學校)는 대한민국 경기도 화성시에 있는 공립 초등학교이다.

## 학교 연혁
- 2015.02.06 동탄중앙초등학교 설립인가
- 2015.03.01 초대 노성숙 교장 취임
- 2015.03.01 동탄중앙초등학교 13학급 개교(특수학급 1학급 포함)
- 2015.03.01 동탄중앙초등학교 병설유치원 3학급 개원
- 2015.03.16 동탄중앙초등학교 15학급 증설(특수학급 1학급 포함)
- 2015.03.25 동탄중앙초등학교 17학급 증설(특수학급 1학급 포함)
- 2015.04.08 동탄중앙초등학교 20학급 증설(특수학급 1학급 포함)
- 2015.04.20 동탄중앙초등학교 21학급 증설(특수학급 1학급 포함)
- 2015.05.27 동탄중앙초등학교 22학급 증설(특수학급 1학급 포함)
- 2015.06.30 동탄중앙초등학교 24학급 편성(특수학급 1학급 포함)
- 2015.07.14 동탄중앙초등학교 26학급 편성(특수학급 1학급 포함)
- 2016.03.01 동탄중앙초등학교 42학급 편성(특수학급 1학급 포함)
- 2017.03.01 동탄중앙초등학교 46학급 편성(특수학급 1학급 포함)
- 2018.03.01 동탄중앙초등학교 57학급 편성(특수학급 1학급 포함)